# Alicja Łuczak
Alicja Łuczak (ur. 17 czerwca 1961 w Stawiszynie) – polska polityk, działaczka samorządowa i nauczycielka, posłanka na Sejm X kadencji.

## Życiorys
W 1985 ukończyła studia magisterskie z filologii rosyjskiej na Uniwersytecie Adama Mickiewicza w Poznaniu. W 1999 na tej samej uczelni została absolwentką studiów podyplomowych z języka polskiego. W 2004 uzyskała licencjat z języka angielskiego w nauczycielskim kolegium języków obcych. Pracowała jako nauczycielka języka rosyjskiego, polskiego i angielskiego, a także lektorka języka polskiego. Działała w Związku Nauczycielstwa Polskiego. Współtworzyła i objęła funkcję prezesa w Stowarzyszeniu Nasze Kaliskie.
Zaangażowała się w działalność polityczną w ramach Platformy Obywatelskiej. W latach 2002–2010 była radną gminy Żelazków. W 2010, 2014 i 2018 uzyskiwała mandat radnej powiatu kaliskiego.
W 2007 i 2015 bezskutecznie kandydowała do Sejmu z listy PO w okręgu kaliskim. W 2019 ponownie ubiegała się o mandat posłanki z ramienia Koalicji Obywatelskiej. W 2023 również wystartowała do niższej izby parlamentu z listy KO, otrzymując 5186 głosów (co stanowiło piąty wynik wśród kandydatów koalicji, której przypadły w tym okręgu cztery mandaty). W wyborach samorządowych z kwietnia 2024 uzyskała mandat radnej Sejmiku Województwa Wielkopolskiego VII kadencji (dostała 21 674 głosy). Nie przystąpiła do jego wykonywania, gdyż w tym samym miesiącu objęła mandat posłanki X kadencji w miejsce wybranego na urząd prezydenta Leszna Grzegorza Rusieckiego. Zasiadła w Komisji Łączności z Polakami za Granicą, Komisji Ochrony Środowiska, Zasobów Naturalnych i Leśnictwa, Komisji Edukacji i Nauki oraz Komisji Kultury i Środków Przekazu.

## Wyniki w wyborach ogólnopolskich
| Wybory | Komitet wyborczy   | Komitet wyborczy      | Organ            | Okręg | Wynik        |
| ------ | ------------------ | --------------------- | ---------------- | ----- | ------------ |
| 2007   |                    | Platforma Obywatelska | Sejm VI kadencji | nr 36 | 4151 (1,07%) |
| 2015   | Sejm VIII kadencji | Platforma Obywatelska | 1425 (0,39%)     | nr 36 |              |
| 2019   |                    | Koalicja Obywatelska  | Sejm IX kadencji | nr 36 | 2021 (0,44%) |
| 2023   | Sejm X kadencji    | Koalicja Obywatelska  | 5186 (0,96%)     | nr 36 |              |